# Sam Gilliam

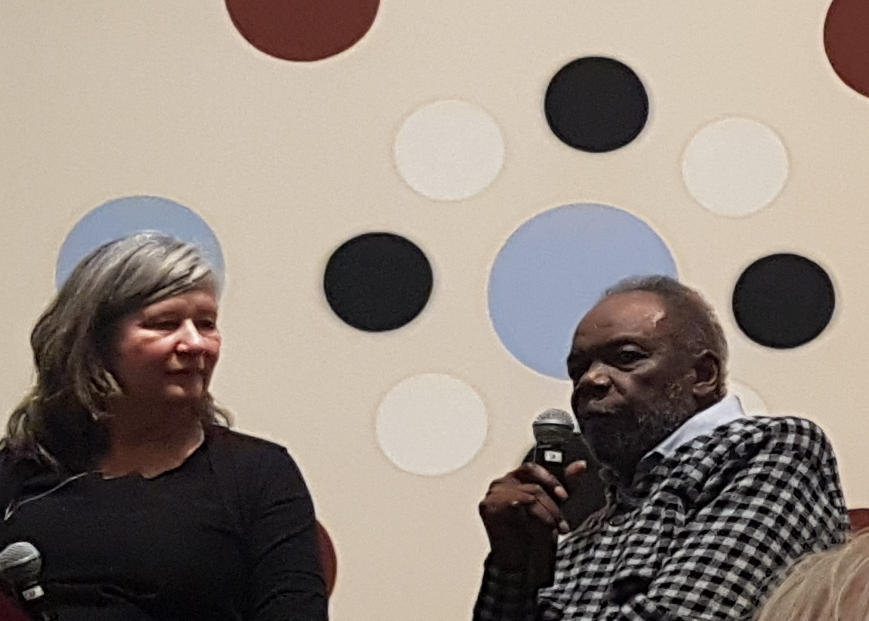
Sam Gilliam spricht im AU Katzen Center, 2018

Sam Gilliam (* 30. November 1933 in Tupelo, Mississippi; † 25. Juni 2022 in Washington D.C.) war ein US-amerikanischer bildender Künstler und  Vertreter des Color Field Painting sowie der Lyrischen Abstraktion.

## Leben
Gilliam studierte an der University of Louisville, wo er 1955 den Bachelor of Arts erlangte. Nach einer Unterbrechung durch den Militärdienst setzte er 1958 seine Studien fort und graduierte 1961 bei Charles Crodel zum Master of Fine Arts. Ab 1964 unterrichtete er neben seiner künstlerischen Tätigkeit an verschiedenen amerikanischen Kunsthochschulen.
1972 war er der erste afroamerikanische Künstler, dessen Werk bei der Biennale di Venezia präsentiert wurde.
Gilliam erlangte acht Ehrendoktorate (1980 College of Arts and Sciences, University of Louisville; 1986 Memphis College of Art; 1987 Atlanta College of Art; 1990 Northwestern University, Evanston; 1993 Corcoran College of Art and Design, Washington, D.C.; 1996 American University, Washington, D.C.; 1997 University of Wisconsin–Madison; 1999 University of Tampa). 1999 wurde Gilliam in New York zum Mitglied der National Academy of Design gewählt. Ab 2022 war er Mitglied der American Academy of Arts and Sciences.
Er starb am 25. Juni 2022 in seinem Haus in Washington D.C. an Nierenversagen im Alter von 88 Jahren.

## Werk
Das Frühwerk des Künstlers war zunächst vom deutschen Expressionismus und den figurativen Malern der San Francisco Bay geprägt. Nach der Übersiedlung nach Washington im Jahr 1962 lernte Gilliam wichtige Vertreter der Washington Color School wie Robert Downing, Howard Mehring und Paul Reed kennen. Nach intensiven Experimenten mit der von Helen Frankenthaler entwickelten Soak-Stain-Technik entstanden in den folgenden Monaten bereits sehr eigenständige Werke, die 1964 in der ersten Soloausstellung des Künstlers gezeigt wurden. Die 1967 entstandenen Aquarelle auf gefaltetem oder zerknitterten Papier stießen auf großes Interesse. Ein Jahr später realisierte Gilliam die ersten „Suspended Paintings“, farbgetränkte Leinwände, die erstmals in der Geschichte der bildenden Kunst vom Rahmen befreit von der Decke des Raumes hingen oder an den Wänden drapiert wurden. Mit dieser künstlerischen Pionierleistung gelang es Gilliam endgültig, sich in der internationalen Kunstszene zu positionieren. Eine Soloausstellung im Museum of Modern Art in New York 1971 und die Teilnahme an der 36. Biennale in Venedig 1972 markierten bedeutende künstlerische Höhepunkte.
In den folgenden Jahrzehnten wurden die Kompositionen dynamischer und die Materialien und Techniken vielfältiger. Er verwendete nun auch Holz, Metall, Stein und Kunststoff in seinen Bildern und Assemblagen. Die Werke des Künstlers befinden sich unter anderem im Museum of Modern Art, im Whitney Museum of American Art, im Metropolitan Museum of Art sowie im Solomon R. Guggenheim Museum, New York, in der National Gallery of Art, Washington, im Tate Modern, London, im Musée National d’Art Moderne, Paris, im Museum Moderner Kunst Stiftung Ludwig in Wien und im Kunstmuseum Basel.